# حرب (اسم)
حرب هو اسم علم مذكر عربي، وهو مصدر الفعل حَرَبه يحرِبُه: سلبه ماله وتركه. والحرب: المقاتلة، المنازلة. والحرب مؤنثة، لكنهم سموا به المذكر، كما هو بتصغيره وهو حُريب، وهو من الأسامي المحرمة في الإسلام.

## شخصيات يحملون الاسم
- حرب بن هوازن[3]
- حرب بن أمية
- حرب أبو تايه والد عودة أبو تايه
- حرب بن سعد بن سعد بن خولان جد قبائل حرب[4] من خولان.